# Municipio de Freedom (Dakota del Sur)
El municipio de Freedom (en inglés: Freedom Township) es un municipio ubicado en el condado de Faulk en el estado estadounidense de Dakota del Sur. En el año 2010 tenía una población de 145 habitantes y una densidad poblacional de 1,55 personas por km².

## Geografía
El municipio de Freedom se encuentra ubicado en las coordenadas 45°12′14″N 99°8′30″O / 45.20389, -99.14167. Según la Oficina del Censo de los Estados Unidos, el municipio tiene una superficie total de 93.29 km², de la cual 89,03 km² corresponden a tierra firme y (4,57 %) 4,26 km² es agua.

## Demografía
Según el censo de 2010, había 145 personas residiendo en el municipio de Freedom. La densidad de población era de 1,55 hab./km². De los 145 habitantes, el municipio de Freedom estaba compuesto por el 100 % blancos. Del total de la población el 0 % eran hispanos o latinos de cualquier raza.